# Vronteró
Vronteró är en ort i Grekland.   Den ligger i prefekturen Trikala och regionen Thessalien, i den centrala delen av landet, 250 km nordväst om huvudstaden Aten. Vronteró ligger 773 meter över havet och antalet invånare är 188.
Terrängen runt Vronteró är kuperad åt nordväst, men åt sydost är den bergig. Runt Vronteró är det ganska glesbefolkat, med 34 invånare per kvadratkilometer. Närmaste större samhälle är Eláti, 1,8 km öster om Vronteró. I omgivningarna runt Vronteró växer i huvudsak blandskog.